# Тит Флавий Лонгин
Тит Флавий Лонгин Квинт Марций Турбон (на латински: Titus Flavius Longinus Quintus Marcius Turbo; * ок. 112 г.) e римски политик и сенатор от 2 век.

## Биография
Произлиза от рицарска фамилия. Син е на Тит Флавий Лонгин, който е decurio на няколко дакийски града. Осиновен е от преторианския префект Квинт Марций Турбо.
В началото на своя Cursus honorum Лонгин е командир на Кохорт I Германорум в Горна Германия или в Долна Мизия. През 137 г. става квестор на Луций Елий Цезар.
След едил и претор (ок. 142) той командва legio I Adiutrix на Дунавски лимес в Бригетио (на Дунав в Панония) (ок. 143– 146). След това управлява провинция Лугдунска Галия (ок. 146 – 149).
През 149 г. Лонгин е суфектконсул. Около 151 г. е като curator operum publicorum наблюдател на всички обществени сгради. След това управлява като легат провинция Долна Мизия (между 153 / 154 и 156 г.).